# The Pretty Things
The Pretty Things foi uma banda britânica de rock dos anos 60 e 70 formada em Londres. O nome da banda é devido à canção "Pretty Thing" de Bo Diddley.
O guitarrista Dick Taylor fez parte do primeiro alinhamento dos Rolling Stones antes de fundar a banda com o vocalista Phil May. Seu único sucesso nos Estados Unidos foi com o primeiro compacto, "Rosalyn", em 1964, mas o grupo obteve êxito considerável em sua terra natal, o Reino Unido, assim como na Austrália, Nova Zelândia, Alemanha e nos Países Baixos.

## Discografia
- The Pretty Things (1964)
- Get The Picture (1965)
- Emotions (1966)
- S.F. Sorrow (1968)
- Parachute (1970)
- Freeway Madness (1972)
- Silk Torpedo (1974)
- Savage Eye (1975)
- Cross Talk (1980)
- Rage Before Beauty (1999)
- Balboa Island (2007)
- The Sweet Pretty Things (Are in Bed Now, of Course...) (2015)
- Bare as Bone, Bright as Blood (2020)